# 清偉
清偉（1985年11月14日—）是一名美屬薩摩亞游泳運動員，曾代表國家參加2012年倫敦奧運的男子50米自由泳比賽，並未獲得獎牌。亦曾被选为2012年夏季奥林匹克运动会美属萨摩亚代表团的旗手。